# I denna stan
I denna stan är Attentats tredje studioalbum, och utgavs 1984. Titeln är ett uttryck på göteborgska och är i skriftspråk egentligen en grammatiskt felaktig fras.  

## Låtarna på albumet
A-sidan
1. Tatuerade tårar 2.30
2. Revolver 3.49
3. Samarin 2.39
4. Kraften 4.08
5. Du var en vän 2.11
6. I denna stan 4.33

B-sidan:
1. Här e jag 3.43
2. Bonden, byråkraten å jag 3.21
3. Trasiga skor 3.17
4. Tumlar runt 5.02
5. Rudebecks å Sam 3.26

Text och musik: Attentat, förutom ”Trasiga skor” (C Vreeswijk).

## Medverkande
- Attentat: Mats Jönsson, Magnus Rydman, Cristan Odin och Peter Björklund.
- Carin Hjulström, Linda Dyrefelt - kör.
- Salomon Helperin,Olle Nicklasson - blåsinstrument.
- Anna Gustner - klaviatur
- Pekka Nini - piano

### Fotnoter
1. ↑  ”I denna sta'n”. Svensk mediedatabas. 2 mars 1984. https://smdb.kb.se/catalog/id/001889844. Läst 28 januari 2017.
2. ↑  ”"Så blev I denna stan ett mästerverk.” Artikel på attentat.nu”. Arkiverad från originalet den 10 november 2018. https://web.archive.org/web/20181110080255/http://www.attentat.nu/archive_news/#267. Läst 18 september 2017.